# Vincenzo Iacopino (calciatore)
Vincenzo Iacopino (Ventimiglia, 9 agosto 1976) è un dirigente sportivo ed ex calciatore italiano, di ruolo centrocampista.
Ha disputato in carriera 45 incontri (con 2 reti) in Serie A e 104 presenze (con 14 reti) in Serie B.

## Biografia
In seguito allo scandalo del calcioscommesse, l'8 maggio 2012 viene deferito dalla Procura federale della FIGC.
Il 1º giugno il procuratore federale Stefano Palazzi richiede per lui tre anni e sei mesi di squalifica. Il 18 giugno in primo grado gli viene confermata la squalifica di 3 anni e 6 mesi e anche in appello. Il 29 gennaio 2013, il TNAS riduce la squalifica da 3 anni e 9 mesi a 1 anno.
Il 9 febbraio 2015 la procura di Cremona termina le indagini e formula per lui e altri indagati le accuse di associazione a delinquere e frode sportiva..
Circa un anno dopo, nel marzo 2016, gli viene riconosciuta la completa estraneità nel processo "Last bet" per le accuse a lui rivolte, procedendo all'archiviazione del caso nei suoi confronti.
Il 17 marzo 2016 viene incaricato a ricoprire il ruolo di Team Manager nella società del Monza.

## Carriera
Centrocampista offensivo mancino, cresciuto nel vivaio della Sampdoria, debutta in serie A con i blucerchiati il 26 novembre 1995 poco più che diciannovenne, giocando in modo stabile soprattutto nella stagione 1996-1997, in cui segna due reti in 23 incontri disputati, una nella gara casalinga vinta per 2-0 contro l'Atalanta, l'altra in una trasferta a Cagliari. Realizzò questo gol all'89', un minuto dopo essere entrato in campo al posto di Vincenzo Montella, che vale la rete della vittoria per 4-3, riuscendo ad essere espulso pochi minuti prima del finale (penultima di campionato della stagione 1996-1997).
Nell'estate 1997 e quindi per l'intera stagione 1997-1998 viene ceduto per un anno all'Verona, in Serie B: qui gioca per meno di metà campionato e l'anno seguente ritorna alla Sampdoria. Nella stagione 1998-1999 segna il gol della vittoria contra la Roma, il risultato finale sarà 2-1.
Successivamente gioca in Serie B, sempre in prestito dai blucerchiati, anche con Empoli e Catania. Nella stagione 2003-2004 passa, nuovamente in prestito, in Serie C1 alla Lucchese, con cui raggiunge le semifinali dei play-off promozione. Nella stagione 2004-2005 rientra nella compagine genovese, disputando un incontro in Serie A e l'anno seguente viene nuovamente ceduto in prestito, all'AlbinoLeffe in Serie B, squadra con cui riesce a realizzare 3 reti in 9 incontri disputati.
Scaduto il contratto che lo legava alla Sampdoria, nell'estate 2006 viene acquistato dal Monza, in Serie C1, dove segna 21 reti nelle tre prime stagioni in Brianza, pur segnate da frequenti infortuni che ne limitano spesso l'impiego in campo.
Nella stagione 2009-2010, diventato il capitano della squadra brianzola a seguito della cessione di Roberto Menassi al Perugia, realizza il suo primato personale di segnature stagionali (10 gol).
Nella stagione 2010-2011 retrocede in Lega Pro Seconda Divisione dopo la finale play-out persa contro il Pergocrema. La squadra verrà poi ripescata in Prima Divisione in seguito alla retrocessione a tavolino per lo scandalo calcio-scommesse, dell'Alessandria calcio.
Ha realizzato complessivamente 40 centri con la maglia del Monza, di cui uno nei playoff e 39 nella stagione regolare, grazie ai quali è attualmente il terzo marcatore di tutti i tempi nella storia del club; davanti a lui Sanseverino con 62 e Dazzi con 86.
Il 27 settembre 2011, ha rinnovato con il Monza, decidendo di chiudere la sua carriera in Brianza, siglando un contratto che lo lega alla società biancorossa fino al 2014, con l'obiettivo di entrare in questi anni tra i primi dieci calciatori con più presenze della storia di questa società. Dopo la squalifica per il calcioscommesse, rescinde il contratto nel giugno 2013.
Nel febbraio 2014 firma con la Pro Sesto, giocando 9 partite in Serie D prima di chiudere con il calcio giocato.